# Olga Nikolaïevna de Russie (1822-1892)
Pour les articles homonymes, voir Olga de Russie.
Titre
Reine de Wurtemberg
25 juin 1864 – 6 octobre 1891
(27 ans, 3 mois et 11 jours)
Olga Nikolaïevna de Russie (en russe : Великая Княжна Ольга Николаевна), née à Saint-Pétersbourg le 11 septembre 1822, décédée à Friedrichshafen le 30 octobre 1892 est une grande-duchesse de Russie qui fut par son mariage reine de Wurtemberg.

## Famille
Troisième enfant et seconde fille de Nicolas Ier de Russie et d'Alexandra Feodorovna, née princesse Charlotte de Prusse.

### Mariage
Le 13 juillet 1846, Olga Nikolaïevna épousa à Peterhof Charles de Wurtemberg (1823-1891), fils de Guillaume Ier de Wurtemberg et de Pauline de Wurtemberg. Ils n'eurent pas d'enfant.

## Biographie

### Enfance
Olga Nikolaïevna de Russie grandit dans une famille unie. Dès l'âge de sept ans, la grande-duchesse étudia sous la surveillance d'une nurse britannique les sciences humaines et la musique. Elle eut pour mentor le poète russe et fondateur du romantisme dans le poésie russe Vassili Joukovski (1783-1852). Après son départ pour l'Allemagne, la grande-duchesse continuera à correspondre avec le poète russe jusqu'au décès de ce dernier. Un autre enseignant de la grande-duchesse fut Pletnev, recteur de l'université de Saint-Pétersbourg. 
Belle, attrayante, intelligente et cultivée, polyglotte, passionnée par le piano et par la peinture, la grande duchesse Olga Nicolaïevana était considérée comme l'un des meilleurs partis d'Europe.

### Projets de mariage

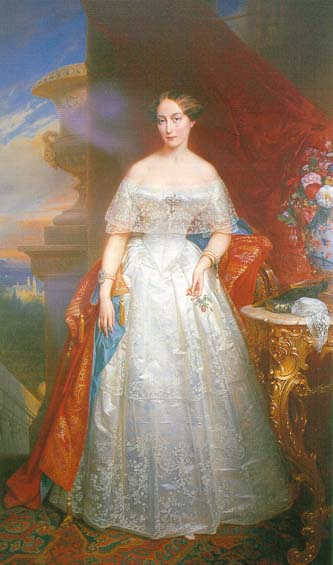
Olga de Wurtemberg (vers 1848).

Après les fiançailles de sa sœur, la grande-duchesse Maria Nikolaïevna de Russie avec le duc Maximilien de Leuchtenberg, un prince d'un rang inférieur à celui de la grande-duchesse, ses parents se mirent en quête  pour Olga d'un futur époux digne de leur rang, c'est-à-dire de sang royal.
- en 1838, de retour d'un séjour dans sa famille maternelle à Berlin, la princesse attira l'attention du prince royal Maximilien de Bavière, mais celui-ci n'avait aucune attirance pour la famille impériale.

- Un an plus tard, Nicolas Ier invita l'archiduc Étienne-François d'Autriche (fils de l'archiduc Joseph de Habsbourg-Lorraine, palatin de Hongrie) au mariage de la grande-duchesse Maria Nikolaïevna. Mais, par jalousie, l'archiduchesse Marie-Dorothée, belle-mère de l'archiduc, ourdit une machination en vue d'empêcher une union entre le prince autrichien et la princesse russe. Seconde épouse de l'archiduc Joseph d'Autriche, elle n'ignorait pas l'amour que son époux portait encore à sa première et défunte épouse la grande-duchesse Alexandra Pavlovna de Russie (tante de la grande-duchesse Olga Nikolaïevna). Toutefois, l'archiduc adressa en 1840 une lettre au tsar dans laquelle il demandait la main de la grande-duchesse Olga.

Nonobstant, le chancelier autrichien coupa court au projet de mariage. Le prince de Metternich adressa une lettre à l'archiduc où il lui expliquait l'impossibilité de cette union : ils étaient de confessions différentes et l'orthodoxie de la grande-duchesse pouvait devenir dangereuse pour l'intégrité de l'État et provoquer le soulèvement des populations slaves de l'empire d'Autriche.
En 1840, la grande-duchesse Olga prit la décision de ne pas précipiter son mariage, déclarant être heureuse dans le cercle familial. Nicolas Ier lui accorda toute liberté et le libre choix concernant l'élu de son cœur. 
La question se posa : « Comment à 19 ans n'est-elle pas encore mariée ? ».
- Sa tante, la grande-duchesse Charlotte de Wurtemberg tenta de rapprocher son frère, le prince Frédéric de Wurtemberg (1808-1870) de sa jeune nièce. Olga Nikolaïevna écrivit dans ses Mémoires :

« J'ai dit à maman toute mon horreur et mon indignation. Il a deux fois mon âge. Il a le même âge que mes parents. Je le considérerai comme mon oncle. »
- De façon inattendue, l'empereur et l'impératrice reçurent une offre de l'archiduc Albert d'Autriche, un cousin de l'archiduc Étienne, fils du fameux archiduc Charles. Elle fut immédiatement rejetée.

- En 1843, Frédéric de Hesse-Cassel en visite en Russie fut invitée par la famille impériale à séjourner à Peterhof, mais c'est la jeune sœur d'Olga, la grande-duchesse Alexandra qui exerça une impression irrésistible sur le jeune prince allemand.

- Le couple impérial commença à chercher un autre parti pour leur seconde fille, leur choix s'arrêta sur Adolphe, duc de Nassau. Cette tentative faillit provoquer une rupture entre la grande-duchesse Charlotte de Wurtemberg et son époux le grand-duc Michel Pavlovitch. Depuis longtemps, cette dernière rêvait d'unir sa propre fille, la grande-duchesse Élisabeth au duc de Nassau.

Nicolas Ier prit la décision, en prenant soin de préserver la paix dans la Maison impériale, de laisser le libre choix au duc Adolphe de Nassau. À son arrivée en Russie, le duc demanda la main de la grande-duchesse Élisabeth. Le tsar ne réagit pas mais fut très surpris de ce choix. La grande-duchesse Olga Nikolaïevna écrivit dans ses Mémoires :
« C'était un beau garçon, bien fait, très agréable dans la conversation, avec une légère touche d'ironie. Il a gagné très rapidement ma sympathie, j'ai aimé sa générosité et sa candeur. Mon cœur battait comme un oiseau dans une cage. Chaque fois qu'il essayait de voler immédiatement il retombait lourdement »
- Le prince Maurice de Nassau, frère du duc Adolphe fut présenté à la grande-duchesse Olga, mais celle-ci le refusa.

- La duchesse de Berry pensa aussi à la grande-duchesse pour son fils le comte de Chambord, prétendant au trône de France et envoya le comte de Choulot en Russie à cet effet mais en vain.

### Olga Nikolaïevna de Russie, princesse de Wurtemberg

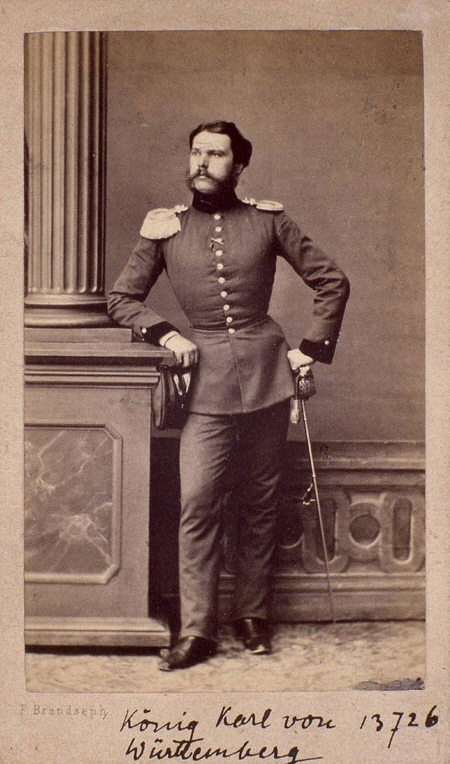
Charles Ier de Wurtemberg (vers 1870).

À une époque où les princesses étaient déjà mariées à 16 ans, la grande duchesse Olga, à 23 ans, commençait à faire figure de vieille fille et ses chances de trouver un époux s'amenuisaient.
Olga Nikolaïevna rencontra son cousin, le prince héritier Charles (Karl) de Wurtemberg, au début de l'année 1846 à Palerme et donna son consentement. 
Le mariage eut lieu au palais de Peterhof le 13 juillet 1846. Le couple arriva dans le royaume de Wurtemberg le 23 septembre suivant. Il vécut principalement à la Villa Berg de Stuttgart et au Kloster Hofen de Friedrichshafen.
Le couple n'eut pas d'enfant et le mariage n'a peut-être pas été consommé. En fait, Charles de Wurtemberg était homosexuel. À plusieurs reprises des scandales éclatèrent, Charles étant entouré d'hommes différents. 
Le favori le plus célèbre de Charles de Wurtemberg fut l'Américain Charles Woodcock, qu'il avait nommé chambellan puis élevé au rang de baron en 1888. Le scandale fut tel, que le roi sexagénaire fut dans l'obligation de renoncer à son favori et de le renvoyer.

### Olga Nikolaïevna de Russie, reine de Wurtemberg

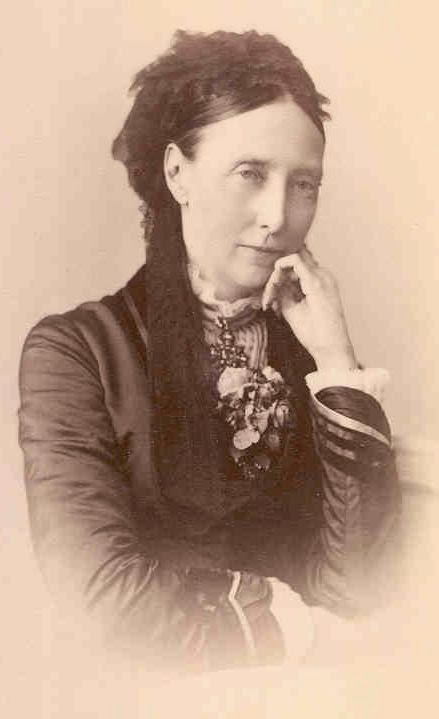
Olga, reine de Wurtemberg (vers 1890).

Au décès de Guillaume Ier de Wurtemberg en 1864, Charles monta sur le trône. Le Royaume de Wurtemberg fut engagé dans la guerre austro-prussienne de 1866 aux côtés de l'Autriche puis dans la guerre franco-prussienne de 1870-1871 aux côtés de la Prusse. Il intégra alors l'Empire allemand. 
En 1881, le frère de la reine Olga, le tsar Alexandre II de Russie, fut assassiné par un anarchiste.

### Œuvres caritatives de la reine Olga
Sans enfants, la reine de Wurtemberg consacra sa vie aux causes sociales. 
La reine aida les anciens combattants blessés ou handicapés. Dès 1849, elle fit construire à Stuttgart un hôpital pour enfants (l'"Olgahospital"). En 1872, elle créa un ordre d'infirmières religieuses protestantes (l'"Olgaschwesternschaft"). Ces œuvres caritatives la rendaient populaire auprès de ses sujets.
La reine portait également beaucoup d'intérêt à l'éducation des filles. 
En 1863, après 17 ans de mariage, Olga  et Charles de Wurtemberg adoptèrent leur nièce, la grande-duchesse Vera Constantinovna de Russie (fille du grand-duc Constantin et de la grande-duchesse Alexandra Iodsifovna, née princesse de Saxe-Altenbourg).

### La reine Olga minéraliste
La reine Olga portait un grand intérêt aux sciences naturelles et à la minéralogie. À chacune de ses sorties, elle ramassait systématiquement des minéraux. Aujourd'hui, sa collection est exposée au musée de Stuttgart. Son nom est attaché à une formation géologique dans la région nord de l'Australie : en 1871, Charles Ier et Olga de Wurtemberg élevèrent au rang de baron l'Australien d'origine Allemande Ferdinand von Mueller (médecin, géographe et surtout botaniste). 
Ferdinand von Mueller remercia la reine Olga d'une manière originale :  l'année suivante (1872), une série de formations rocheuses fut découverte dans le centre de l'Australie par l'explorateur  britannique natif d'Australie, Ernest Giles dont Ferdinand von Mueller était le bienfaiteur. Ernest Giles voulut naturellement nommer « Mueller » le plus haut pic, mais Ferdinand von Mueller demanda à son disciple de nommer ledit pic Mont Olga en signe d'hommage et de reconnaissance envers la souveraine wurtembergeoise. 
L'ensemble est devenue par la suite une formation géologique connue sous le nom de «The Olga», avant que les autochtones ne le nomment officiellement « Kata Tjuta » dans les années 1980.

### Mémoires de la reine Olga
En 1881, la reine Olga de Wurtemberg écrivit ses Mémoires intitulés Traum der Jugend Goldener Stern que l'on pourrait traduire par Le Rêve doré de ma jeunesse. Cette œuvre décrit son enfance en Russie, son chagrin lors du décès de sa sœur Alexandra et le début de sa vie d'adulte. Elle termina ses mémoires par son union avec Charles de Wurtemberg.
Olga de Wurtemberg se consacra à ses nièces les grandes-duchesses Olga et Vera de Russie.

### Décès et inhumation
Au décès de Charles Ier de Wurtemberg, le 6 octobre 1891, la reine Olga devint reine douairière du Wurtemberg. 
Elle décéda le 30 octobre 1892 à Friedrichshafen et fut inhumée dans la crypte du vieux château de Stuttgart.
Une corvette de la marine impériale allemande a été baptisée de son nom, la SMS Olga.

## Généalogie
Olga Nikolaïevna de Russie appartient à la première branche de la maison d'Oldenbourg-Russie, (Holstein-Gottorp-Romanov), issue de la première branche de la Maison d'Holstein-Gottorp, elle-même issue de la première branche de la Maison d'Oldenbourg.